# Catedral de San Nicolás (Feldkirch)
La Catedral de San Nicolás o simplemente Catedral de Feldkirch (en alemán: Dom Sankt Nikolaus) es un templo católico en la ciudad de Feldkirch, en el país europeo de Austria. Es parte del casco antiguo y es la iglesia gótica más importante de Vorarlberg. Con la fundación de la diócesis de Feldkirch la iglesia parroquial pasó a ser una catedral el 12 de agosto el 1968.
En los incendios de la ciudad de 1348, 1396 y 1460 el edificio de la iglesia original fue gravemente afectado. En 1478 la iglesia construida bajo los planes del arquitecto Hans Sturn añadió una nueva nave gótica tardía equipado con una cubierta doble.  El coro actual se construyó alrededor de 1520. La iglesia se complementa además con la sacristía y un baptisterio.

## Véase también

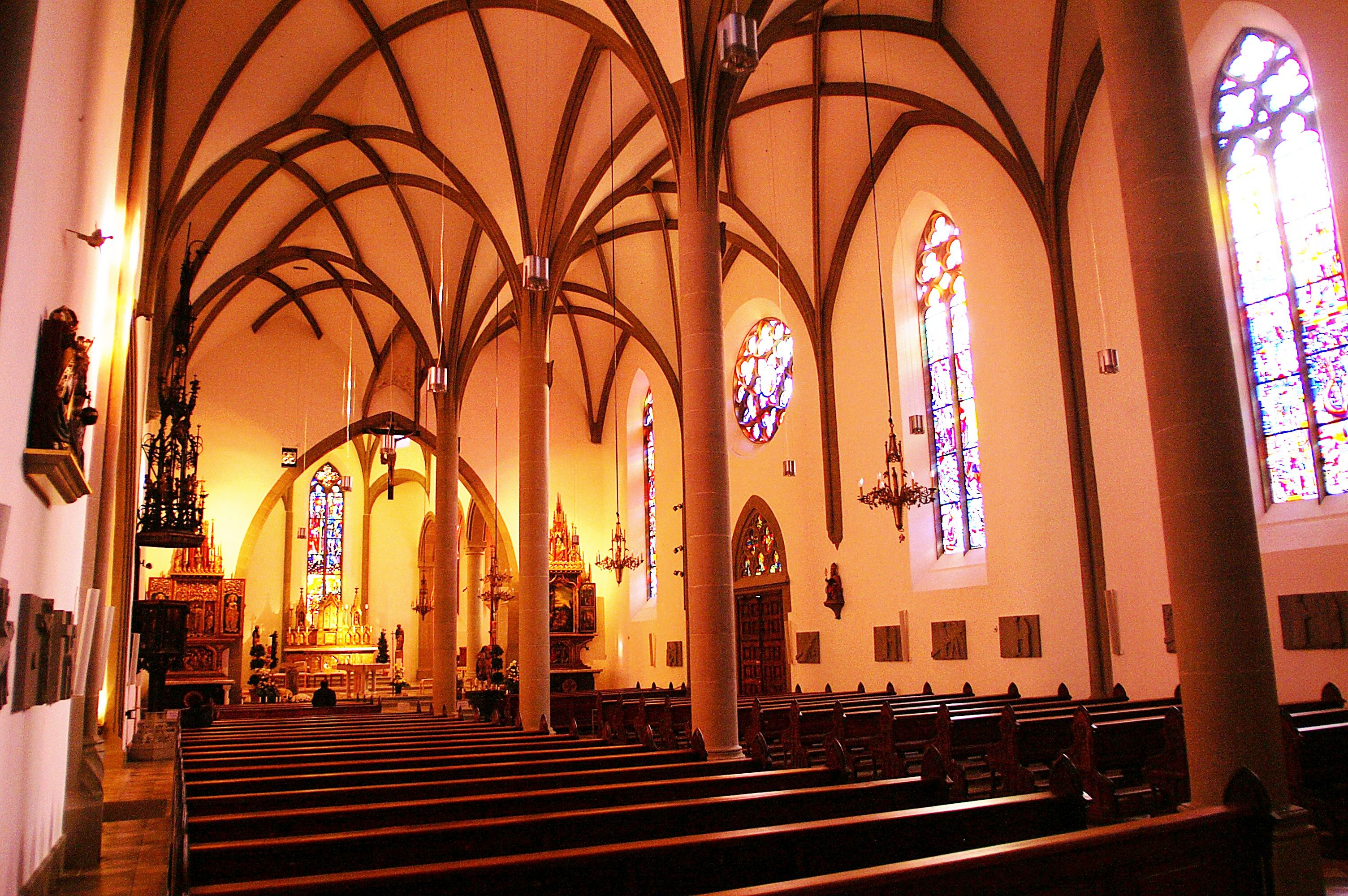
Vista interna